# Vraisemblance
La vraisemblance, en langage courant, est le « caractère de ce qui semble vrai, juste, aux yeux du sens commun ». Dès l’Antiquité, la distinction est établie entre le savoir des sciences exactes, fondé sur des démonstrations rigoureuses et irréfutables, et la vraisemblance de simples hypothèses. 
En littérature, le terme désigne l’idée que ce qui est raconté ressemble à la réalité. En théâtre, il se rapproche de la Règle des trois unités (XVIIe siècle), d'inspiration classique, où la tragédie doit respecter cette règle, aussi bien que celle de la bienséance. Pour certains auteurs, le vraisemblable est encore plus exigeant que le vrai, puisque « le vrai peut quelquefois n'être point vraisemblable » (Nicolas Boileau).
En statistiques, la fonction de vraisemblance est une fonction de probabilité conditionnelle. Elle a des vastes applications dans les domaines de la science, notamment par la méthode d'estimation du maximum de vraisemblance.